# Wladimir Borissowitsch Lomeiko
Wladimir Borissowitsch Lomeiko (russisch Владимир Борисович Ломейко; * 27. November 1935 in Noworossijsk, Russische SFSR; † 15. August 2009 in Moskau) war ein russischer Diplomat.
Lomeiko war der außenpolitische Sprecher des damaligen sowjetischen Außenministers Eduard Schewardnadse und der letzte Sprecher Michail Gorbatschows vor Ende der Sowjetunion. Anschließend übernahm Lomeiko die Position des russischen Botschafters bei der UNESCO sowie die eines Sonderberaters des UNESCO-Generaldirektors. Er lebte in Baden-Baden und war geschäftsführender Präsident der Baden-Baden-Foren, einer gemeinnützigen Organisation, die sich dem deutsch-russischen Dialog widmet.